# Johann Pöschel
Johann oder Johannes Pöschel (* 29. Januar 1711 in Tübingen; † 4. Juni 1741 ebenda) war ein deutscher lutherischer Geistlicher und Kirchenlieddichter.

## Leben
Pöschel besuchte zunächst die Klosterschule Blaubeuren, dann die Klosterschule Bebenhausen, bevor er die Schola Anatolica absolvierte. Am 30. April 1728 wurde er an der Universität Tübingen immatrikuliert, am 15. Juni 1730 Stipendiat am Tübinger Stift. Seine Graduierung zum Bakkalaureus erfolgte am 28. Juni 1730. Den Magistergrad erlangte er am 3. September 1732. 
Er folgte 1735 einem Ruf des Grafen Heinrich XXIX. Reuß zu Ebersdorf. Dort wurde er Hofmeister der Söhne des Grafen; unter ihnen waren Heinrich XXIV., Heinrich XXVI. und Heinrich XXVIII. Der Kontakt zum Hofkaplan Friedrich Christoph Steinhofer prägte seine weitere theologische Ausrichtung. In jene Zeit fallen diverse Reisen, zudem begleitete er 1737 und 1738 die Söhne des Grafen an die Universitäten von Jena und Halle.
Pöschel folgte im Herbst 1738 einem Ruf des Grafen Ludwig Friedrich zu Castell-Remlingen nach Rehweiler. Dort übte er das Amt des Hofpredigers aus. Die Rehweiler Gemeinde war vom Grafen im Sinne des herrnhutischen Pietismus ausgerichtet. Schließlich kam er als 2. Diakon in seine Geburtsstadt Tübingen. Dort wurde er am 1. Mai 1741 in sein Amt eingeführt. Am 9. Mai heiratete er Johanna Louisa Schmid. Wenige Wochen darauf starb er überraschend.

## Werk
Pöschel schrieb das Kirchenlied Einmal ist die Schuld entrichtet und das gilt auf immerhin. Es fand rasche Verbreitung in pietistischen Kreisen, so fand es 1746 Aufnahme in das Gesangbuch von Ebersdorf, 1766 in die Cöthen’schen Lieder (3. Teil), 1767 in das Eßlinger Gesangbuch sowie in das Brüderbüchlein. Auch im 19. Jahrhundert dauerte die Verbreitung an. Es wurde beispielsweise 1854 in den Gesangbüchern von Ravensberg und Elberfeld und 1866 im Straßburger Gesangbuch abgedruckt. Friedrich Wilhelm Krummacher ordnete das Lied als „die Marseillaise der Gläubigen“ ein.